# Pinus cembra
Pinus cembra é uma espécie de pinheiro originária do Velho Mundo, mais precisamente da região da Europa e Mediterrâneo.

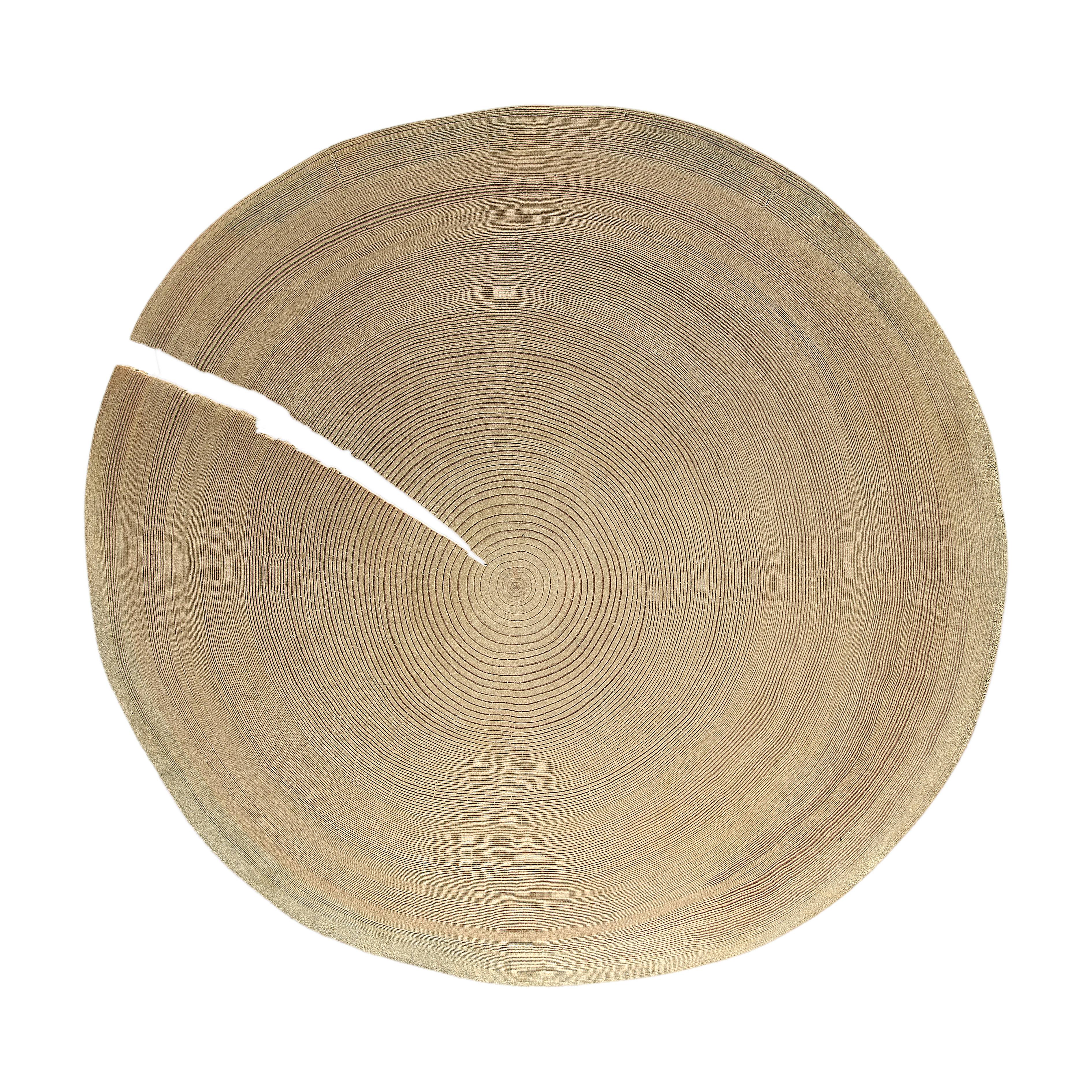
Pinus cembra

Ocorre na região dos Alpes e nas montanhas dos Cárpatos (Suíça, França, Itália, Áustria, Eslovénia, Eslováquia, Ucrânia e Roménia), em altitudes que vão dos 1200 aos 2300 m.

Podem atingir os 35 m de altura e ter um diâmetro de 1,5 m.

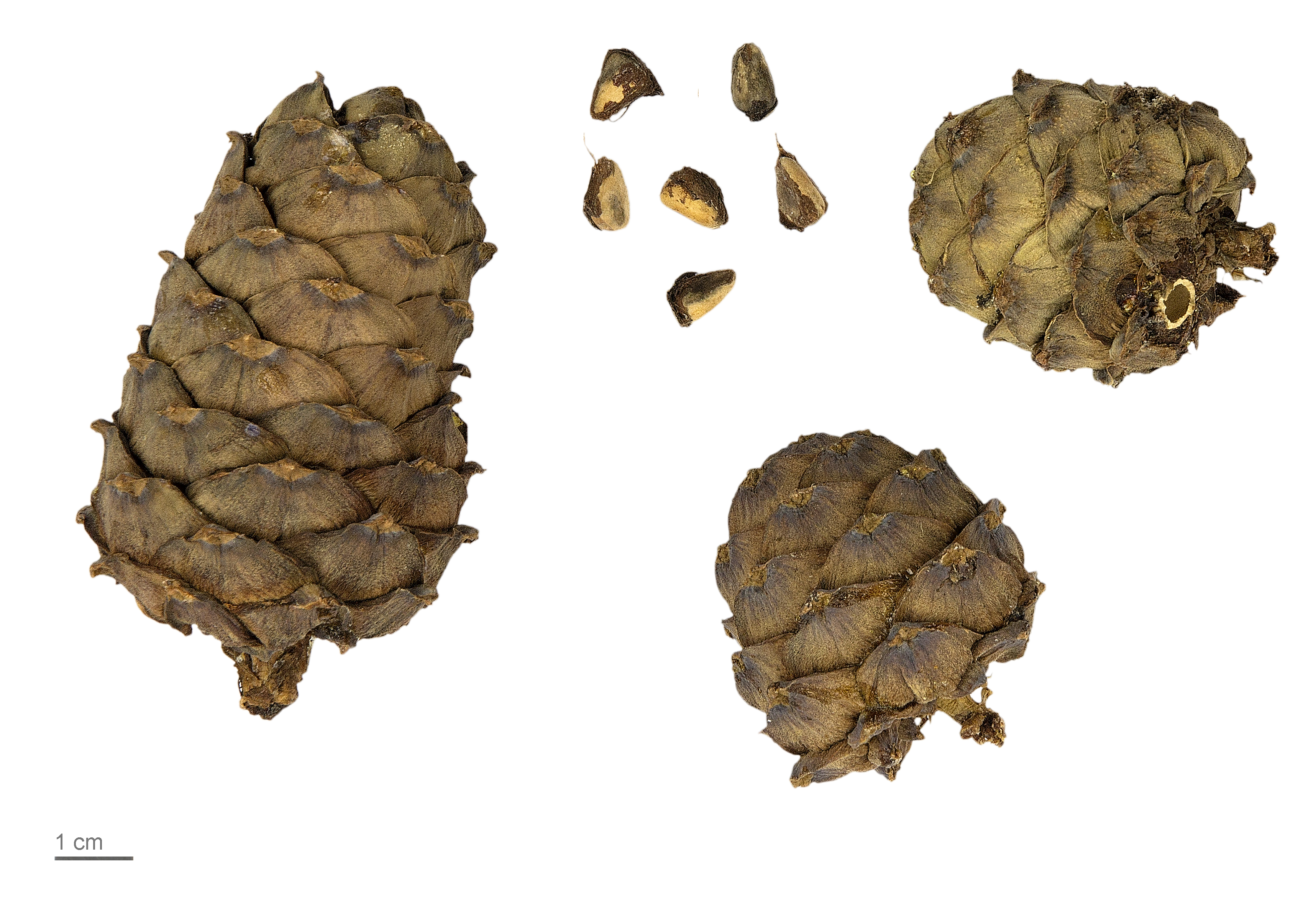
Pinus cembra - MHNT

As folhas (agulhas), com 5–9 cm de comprimento, ocorrem em fascículos: cada fascículo com 5 folhas.
Os cones têm 4–8 cm de comprimento.

As sementes, de 8–12 mm, têm uma asa vestigial e costumam dispersar com o auxílio de uma espécie de ave (Nucifraga caryocatactes).